# Maria Amalia của Áo
Maria Amalia của Áo (Maria Amalia Josepha Johanna Antonia; 26 tháng 2 năm 1746 - 18 tháng 6 năm 1804) là Nữ công tước của Parma, Piacenza và Guastalla sau khi kết hôn. Maria Amalia là con gái của Hoàng hậu Maria Theresia và Hoàng đế Franz I. Do đó, bà là em gái của Joseph II, Hoàng đế La Mã Thần thánh và chị gái của Leopold II, Hoàng đế La Mã Thần thánh, Maria Karolina, Vương hậu của Napoli và Maria Antonia, Vương hậu của Pháp.

## Nữ Đại vương công Áo

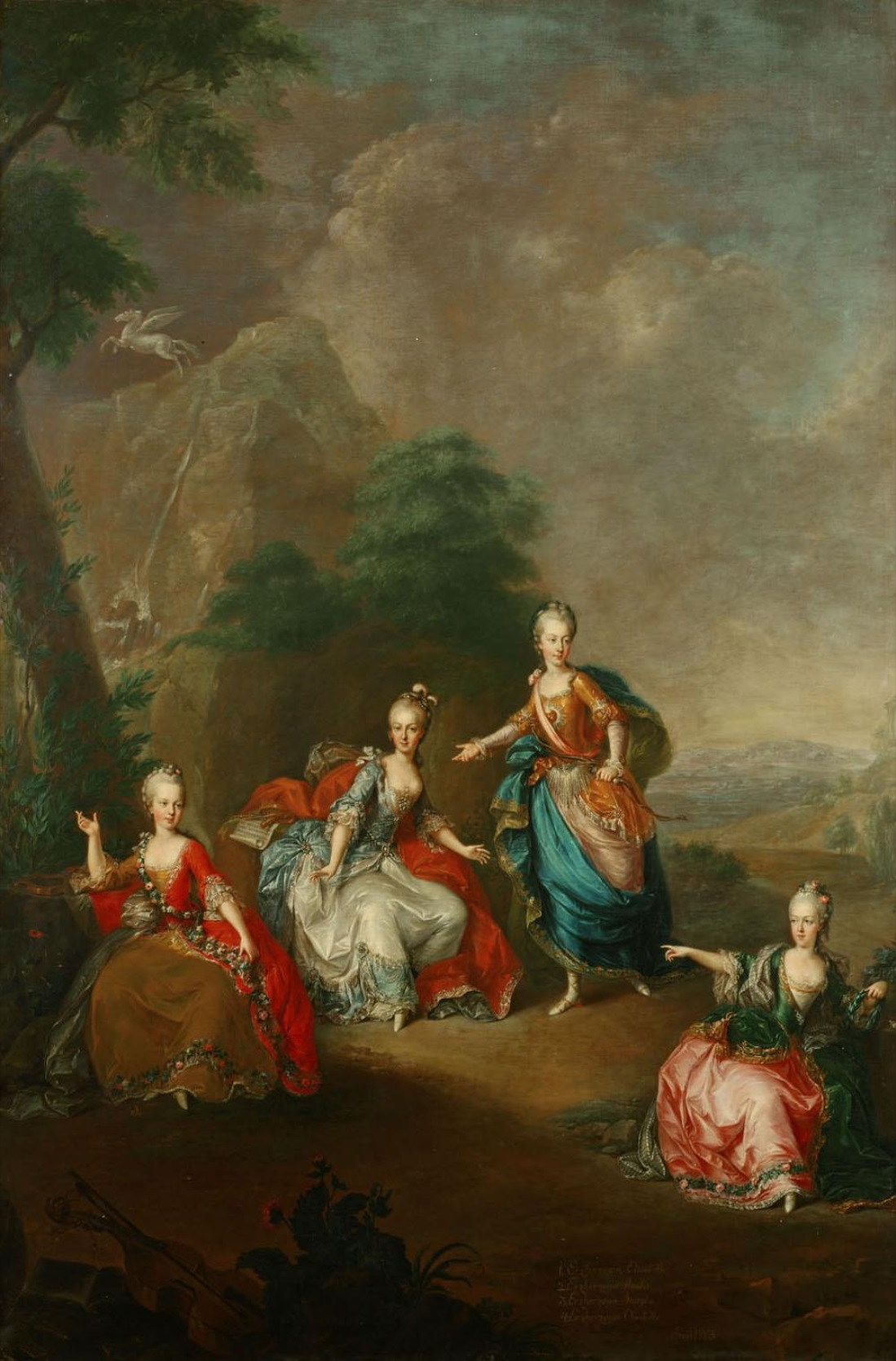
Maria Amalia với các chị em của mình Liesl, Josepha và Charlotte vào năm 1765.

Bà là con thứ tám của Hoàng hậu Maria Theresia và Hoàng đế Franz I. Sinh ra tại Cung điện Hofburg, bà lớn lên trong triều đình Habsburg Viên vào mùa đông và ở Schönbrunn và Laxenburg vào mùa hè. Giống như các anh chị em của mình, bà thường xuyên được mẹ hỏi. Maria Amalia chủ yếu được nuôi dạy để trở thành một người vợ lý tưởng giống như các chị em của bà và được dạy về nghệ thuật cũng như cách để trở thành một người ngoan ngoãn, tốt đẹp và điển hình. Vì tuổi của bà và thực tế là các anh chị em được nuôi dưỡng bởi giới tính, bà trên thực tế được nuôi dưỡng như một đứa con một. Bà không có mối quan hệ tốt với mẹ mình: trên thực tế, trong số tất cả các cô con gái của bà, Maria Theresia được cho là có mối quan hệ tồi tệ nhất. Khi bà trưởng thành trong cuộc sống xã hội ở Vienna, bà đã thành công vì vẻ đẹp của mình.
Một trong những bức tranh của bà về Thánh Therese và con của Jesus, vẫn còn tồn tại cho đến ngày nay.

## Hôn nhân
Trái với ý muốn của mình, Amalia đã kết hôn với Ferdinand của Parma(1751–1802). Cuộc hôn nhân được ủng hộ bởi anh trai bà Hoàng đế Joseph II , người vợ đầu tiên của ông là em gái của Ferdinand, Isabel của Parma. Cuộc hôn nhân của Nữ công tước với Công tước Parma là một phần của một loạt hợp đồng phức tạp, gả con gái của Maria Theresia cho Vua của Napoli và Sicilia và Trữ quân của Pháp. Cả ba người con rể đều là thành viên của Nhà Bourbon.
Maria Amalia yêu Hoàng tử Charles của Zweibrücken và bà đã công khai bày tỏ mong muốn được kết hôn với anh ta giống như cách mà chị gái Maria Christina đã được phép kết hôn theo ý mình. Tuy nhiên, Maria Theresia đã ngăn cấm điều này và buộc bà phải bước vào một cuộc hôn nhân sắp đặt. Điều này gây ra xung đột thường trực giữa Hoàng hậu và Maria Amalia, từ đó bà không bao giờ tha thứ cho mẹ mình.

## Nữ Công tước xứ Parma

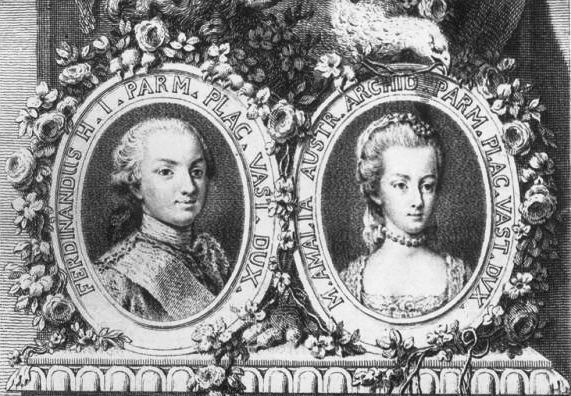
Maria Amalia và chồng, Ferdinando I.

Maria Amalia rời Áo vào ngày 1 tháng 7 năm 1769, cùng với anh trai Joseph II và kết hôn với Ferdinand vào ngày 19 tháng 7, tại Cung điện Ducal của Colorno.
Công quốc Parma vào thời điểm này ít nhiều được cai trị như một nhà nước bù nhìn của Pháp bởi bộ trưởng Guillaume du Tillot. Du Tillot giữ Ferdinand không tham gia chính trị, và được ông ngoại của Công tước Ferdinand, Louis XV của Pháp sủng ái. Một lá thư của Louis XV gửi cho cháu trai của mình đề ngày tháng 5 năm 1769 chứng thực điều này, trong đó ông khuyên cháu trai của mình không nên khinh thường vị quan đã phục vụ tốt cho cha mẹ mình; hơn nữa, Vua Pháp nói rằng không có ai thay thế ông. Cuộc hôn nhân do Áo và Tây Ban Nha dàn xếp để chấm dứt chính sách thân Pháp ở Parma và thay thế nó bằng một cuộc hôn nhân Áo và Tây Ban Nha. Khi đến nơi, Maria Amalia được cho là sẽ phục tùng mong muốn của Du Tillot, người luôn nghi ngờ bà, điều này ngay lập tức gây ra xung đột.

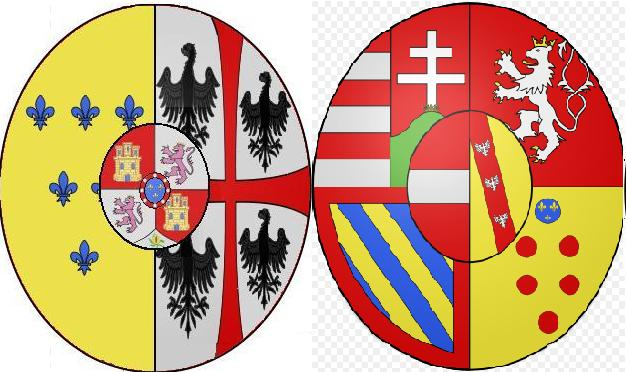
Huy hiệu của Maria Amalia của Áo, với tư cách là Nữ công tước xứ Parma.

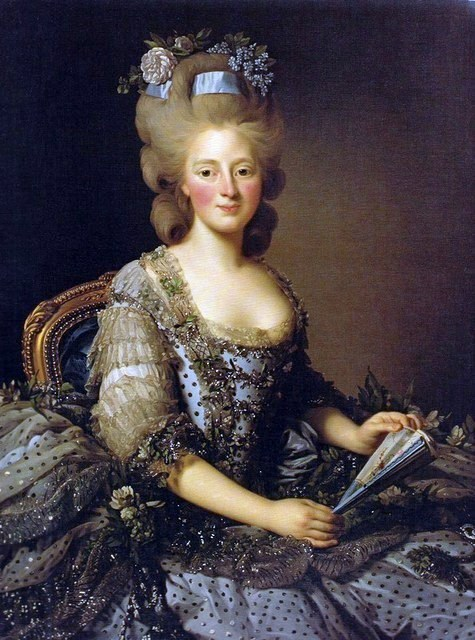
Nữ công tước Maria Amalia của Parma.

Năm 1771, hai năm sau khi đến Parma, Maria Amalia đảm bảo cách chức Du Tillot và thay thế anh ta bằng một người Tây Ban Nha, Jose del Llano, được chú của Ferdinand, Carlos III của Tây Ban Nha tiến cử. Năm 1772, Maria Amalia sa thải Jose del Llano và thay thế ông bằng một thủ tướng Ý và một nội các gồm những người Parmesan bản địa trung thành với bà hơn là một người cai trị nước ngoài. Vì Ferdinand có bản chất thụ động và hài lòng với việc đảm đương các nhiệm vụ tôn giáo của mình và nuôi dạy con cái của mình, ông giao hoàn toàn các công việc nhà nước cho bà, và sau khi thay đổi nội các, Maria Amalia do đó là người cai trị Parma.
Sau khi sa thải Jose del Llano vào năm 1772, Maria Amalia đảm bảo rằng Parma sẽ không trở thành một nhà nước bù nhìn của Tây Ban Nha. Năm 1773, mẹ của bà là Hoàng hậu Maria Theresa đã bổ nhiệm bá tước Franz Xaver Wolfgang của Orsini-Rosenberg làm đại sứ của bà tại Parma với nhiệm vụ làm cố vấn cho Maria Amalia. Maria Amalia, tuy nhiên, cũng giải phóng Parma khỏi ảnh hưởng của Áo như bà từng có từ tiếng Pháp và tiếng Tây Ban Nha, bằng cách nói với Rosenberg rằng bà không còn muốn nhận thư từ Viên - cũng như từ Madrid. Sau đó, quan hệ ngoại giao với Áo và Tây Ban Nha đã bị cắt đứt.
Là người cai trị Parma, Maria Amalia được công chúng gọi là La Signora và La Mata. Bà đã bảo vệ nền độc lập của Công quốc Parma khỏi Pháp, Tây Ban Nha và Áo, củng cố ý thức quốc gia nội tại, ủng hộ nghệ thuật, văn hóa và văn học và làm việc hiệu quả với nội các bộ trưởng của bà. Ferdinand không có ảnh hưởng chính trị, và bà đã công khai thay đổi và làm trái lệnh của ông và yêu cầu ông ký các văn bản chính thức của nhà nước cho bà, bao gồm cả tên của bà trong lệnh của ông như thể họ là người đồng cai trị.

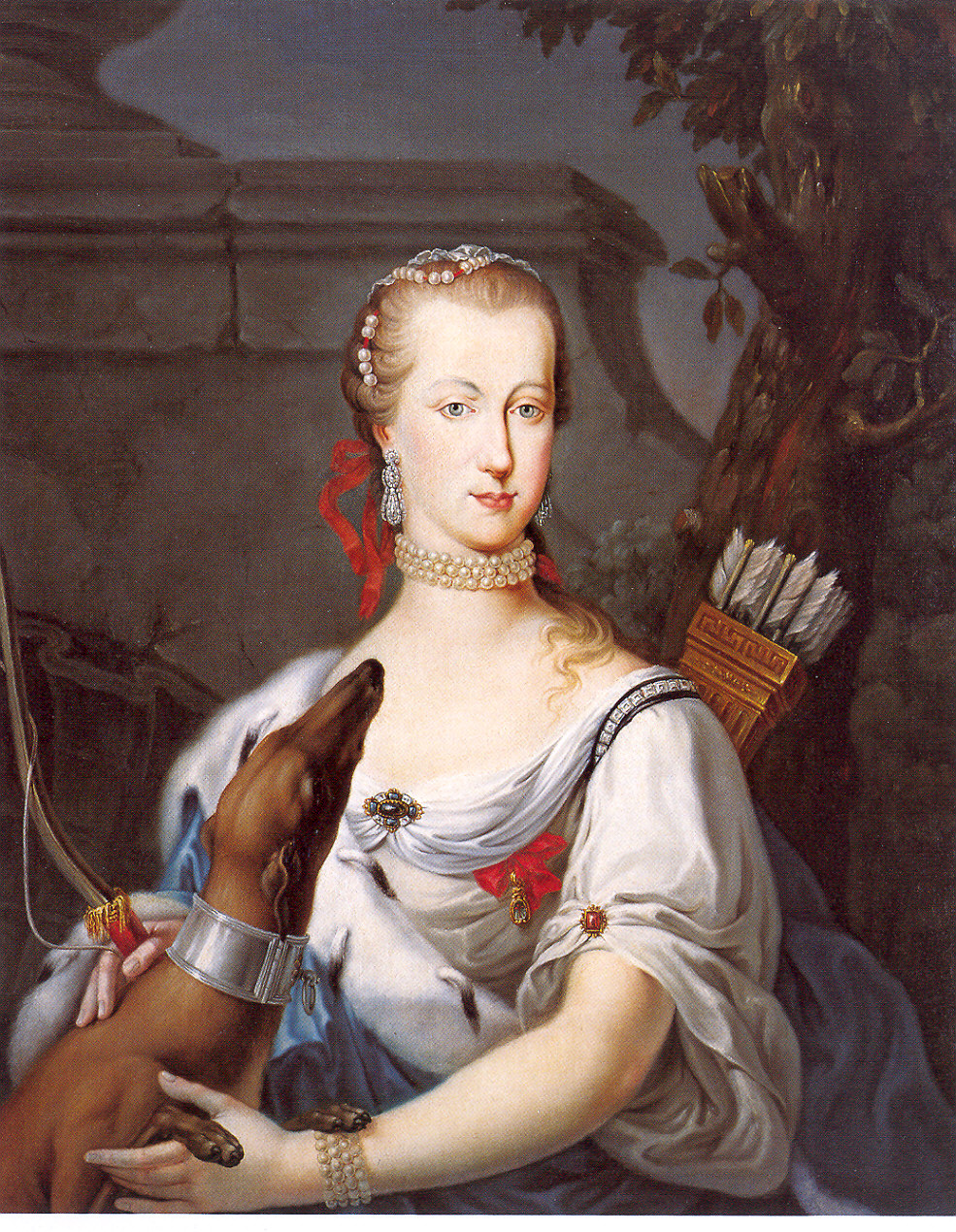
Nữ công tước Maria Amalia của Parma ăn mặc giống nữ thần La Mã Diana. Được vẽ bởi Carlo Angelo dal Verme. Hiện được trưng bày tại Galleria nazionale di Parma.

Ngay từ những ngày đầu ở Parma, Maria Amalia đã gây tai tiếng với lối sống cá nhân. Bà thực sự không thích trận đấu và không cố gắng che giấu sự không hài lòng của mình với nó hoặc với hoàn cảnh mới của bà ở Parma. Bà sử dụng quỹ kinh tế từ mẹ cho tủ quần áo của mình, một tòa án lớn và các bữa tiệc; bà thay thế hầu hết những người phụ nữ đang chờ của mình bằng một đoàn tùy tùng của Vệ binh Hoàng gia gồm những chàng trai trẻ đẹp trai, mặc đồ nam và đã dành những đêm không có người đi kèm trên đường phố, đánh bạc tiền của bà với các sĩ quan, câu lạc bộ trong khi Ferdinand lấy tình nhân trong giới nông dân, bản thân bà rất thích các cuộc giao lưu với các thành viên trong đội bảo vệ của ông. Cuộc sống cá nhân của bà là nguyên nhân khiến mẹ bà lo lắng, người coi đó là vết nhơ trên vị trí của em gái Maria Antonia của Áo ở Pháp đến nỗi Maria Amalia đã trở thành chủ đề đàm tiếu và tai tiếng ở khắp châu Âu và vào năm 1773, Đại sứ Rosenberg cũng có nhiệm vụ nói với bà điều này.
Bà không bao giờ thiết lập được mối quan hệ tốt đẹp với Ferdinand, người có tính cách rất khác với bà, mặc dù cả hai đều được mô tả đều là cha mẹ yêu thương con. Bà rất không thích giới quý tộc Parmesan, những người mô tả bà như một Messalina đáng xấu hổ, người đã cố gắng sống một cuộc sống xa hoa của Đế quốc Áo không phù hợp với một quốc gia nhỏ bé như vậy, và bà không thích họ không thực sự hữu ích hoặc không mang lại lợi ích cho Parma. Tuy nhiên, bà nổi tiếng với công chúng và được biết đến với lòng hảo tâm lớn lao và chân chính đối với người nghèo: chẳng hạn như trong các bữa tiệc dạ tiệc nổi tiếng của bà tại Colorno, bà đã mời cả khách quý lẫn khách nghèo để thưởng thức cùng một bữa ăn.

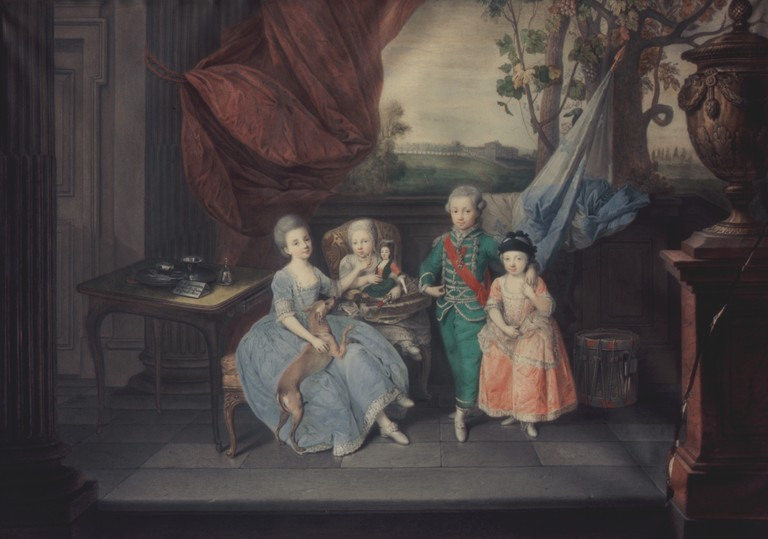
Các con của Ferdinand I xứ Parma và Marie Amalia. Chân dung của Johann Zoffany, 1779.

Amalia phần lớn vẫn bị mẹ ghẻ lạnh, ngoại trừ một cuộc hòa giải ngắn ngủi vào năm 1773 khi con trai bà được sinh ra, bất chấp những nỗ lực hòa giải lặp đi lặp lại của bà sau này. Nữ công tước đã chống lại những nỗ lực của mẹ để kiểm soát bà từ xa. Khi chị gái bà là Maria Christina của Áo  đến thăm Parma vào năm 1775 thì đã báo cáo với mẹ rằng Amalia đã mất đi nhiều vẻ đẹp và sự quyến rũ và cũng bớt đồng tính và phân biệt đối xử. Maria Theresia đã đặt một bức chân dung các cháu của bà ở Parma bởi Johann Zoffany. Maria Amalia đã liên lạc với các em gái của mình, Vương hậu Maria Antonia của Pháp và Vương hậu Maria Karolina của Napoli và Sicilia trong hầu hết cuộc sống hôn nhân của họ. Ba chị em trao đổi thư từ, ảnh chân dung và quà tặng. Một trong những lá thư cuối cùng của Maria Antonia trong thời gian bị giam cầm đã được bí mật viết cho chị gái Maria Amalia. Tuy nhiên, vì mẹ xa lánh nên bà vẫn bị các anh chị em của mình tẩy chay ít nhiều.
Năm 1778, con trai của bà là Louis đã tự làm mình bị thương do đập đầu vào bàn đá cẩm thạch khi đang chơi với em gái. Cậu bình phục sau một cơn chấn động nghiêm trọng nhưng sau đó lại bị động kinh và thường xuyên bị nhầm lẫn. Cuộc khủng hoảng này góp phần vào mối quan hệ được cải thiện phần nào giữa Maria Amalia và Ferdinand, vì cả hai đều được mô tả là những bậc cha mẹ yêu thương và thống nhất quan tâm đến con cái: trong những năm 1780, Ferdinand cũng quan tâm hơn một chút đến các công việc của nhà nước, và phúc lợi của Parma đã trở thành một lợi ích chung khác giúp mối quan hệ của họ trở nên thân tình hơn.

## Cuối đời

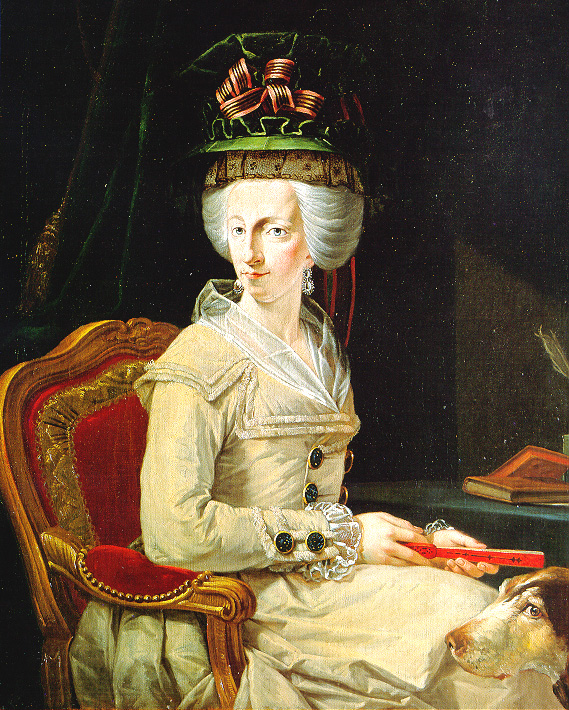
Maria Amalia, Nữ công tước xứ Parma. Chân dung vẽ bởi Domenico Muzzi, hiện được trưng bày tại Galleria nazionale di Parma.

Vào tháng 5 năm 1796, trong cuộc xâm lược của Pháp vào Ý dưới sự chỉ huy của Tướng Napoléon Bonaparte, Công quốc Parma đã bị quân đội Pháp xâm chiếm. Maria Amalia chống lại cuộc chiến này vì bà ghét người Pháp sau vụ hành quyết em gái Maria Antonia, Ferdinand tỏ ra mâu thuẫn vì ông mang nửa dòng máu Pháp, và đã tuyên bố Công quốc trung lập chống lại ý muốn của bà, nhưng sự trung lập không được tôn trọng bởi người Pháp. Napoléon đề nghị từ chối chinh phục Công quốc nếu họ đồng ý cho quân đi qua. Sau khi không nhận được câu trả lời nào, anh đã đề nghị Ferdinand đến đảo Sardinia để đổi lấy Parma. Sau khi bị từ chối, ông đã cho quân Pháp chiếm Parma dưới quyền của Tướng Cervoni và buộc Ferdinand phải đồng ý với các điều khoản do người Pháp ra lệnh. Mặc dù Ferdinand và Maria Amalia được chính thức cho phép giữ tước vị của mình, nhưng họ vẫn bị Pháp canh giữ, Công quốc do các đại diện của Pháp cai trị và được sử dụng để đóng thuế để tài trợ cho quân đội Pháp.
Theo Hiệp ước Luneville vào tháng 2 năm 1801, Công quốc Parma được tuyên bố sáp nhập vào một nhà nước bù nhìn mới thành lập của Pháp, Vương quốc Etruria, được trao cho con trai Louis của Amalia, lúc đó đã kết hôn với Công chúa của Tây Ban Nha, Napoléon trở thành đồng minh. Cả Ferdinand và Amalia đều phản đối hiệp ước, và do đó người ta hiểu rằng Công quốc sẽ không bị thôn tính cho đến sau cái chết của Ferdinand. Thống đốc Pháp mới của Parma, Andoche Junot, đã quản thúc Ferdinand và Maria Amalia tại gia, và Amalia được cho là lo sợ cho tính mạng của Ferdinand.
Vào ngày 9 tháng 10 năm 1802, Maria Amalia được bổ nhiệm làm người đứng đầu Hội đồng Nhiếp chính ở Parma bởi Ferdinand đang hấp hối. Tuy nhiên, thời gian trị vì chính thức của bà chỉ kéo dài trong một thời gian ngắn. Vào ngày 22 tháng 10 năm 1802, người Pháp dưới thời Napoléon I sáp nhập Công quốc và trục xuất bà khỏi Parma. Ferdinand được cho là đã bị đầu độc; Có tin đồn cho rằng Amalia đã đầu độc ông để giành lại quyền lực trước đây trên thực tế của bà, nhưng cũng có tin đồn rằng ông đã bị đầu độc bởi gián điệp của Napoléon, người muốn sáp nhập Parma vào Etruria.
Maria Amalia tham gia lễ tang mà người Pháp cho phép Ferdinand cùng với các con gái của bà. Bà đã được Hoàng đế cho phép cháu trai của mình thiết lập dinh thự của mình trong Lâu đài Praha ở Praha, cùng với hai cô con gái út còn sống - Maria Antonia và Maria Carlotta —và một đoàn tùy tùng nhỏ, đây là nơi bà qua đời năm 1804. Thi thể của bà được chôn cất tại hầm mộ hoàng gia của Nhà thờ St. Vitus ở Praha trong khi tim bà được đưa đến Vienna và đặt bên trong một chiếc bình (số 33) tại Herzgruft (hầm mộ trái tim) của gia đình.

## Con cái
Tổng cộng Maria Amalia có 9 người con với Ferdinand.
| Tên                                   | Hình ảnh    | Sinh                 | Mất                          | Ghi chú |
| ------------------------------------- | ----------- | -------------------- | ---------------------------- | --- |
| Carolina Maria, Công chúa của Sachsen | không khung | 22 tháng 11 năm 1770 | 1 tháng 3 năm 1804(34 tuổi)  | Kết hôn vào năm 1792 với Maximilian, Hoàng tử của Sachsen, có con.                                                          |
| Louis I của Etruria                   | không khung | 5 tháng 7 năm 1773   | 27 tháng 5 năm 1803(30 tuổi) | Hoàng tử của Piacenza và Vua đầu tiên của Etruria. Ông kết hôn năm 1795 với Công chúa Marie Louise của Tây Ban Nha, có con. |
| Maria Antonia                         | không khung | 28 tháng 11 năm 1774 | 20 tháng 2 năm 1841(67 tuổi) | Kết hôn với Hoàng tử Nhà Savoy nhưng chồng mất sớm, bà trở thành một nữ tu Ursuline vào năm 1803 với tên là Luisa Maria.    |
| Maria Carlotta                        | không khung | 1 tháng 9 năm 1777   | 6 tháng 4 năm 1813(36 tuổi)  | Trở thành một nữ tu dòng Đa Minh vào năm 1797 với tên là Nữ tu Giacinta Domenica.                                           |
| Philipo Maria                         |             | 22 tháng 3 năm 1783  | 2 tháng 7 năm 1786(3 tuổi)   | Chết vì bệnh còi. |
| Antonietta Luisa                      |             | 21 tháng 10 năm 1784 | 22 tháng 10 năm 1785(1 tuổi) | Chết vì bệnh đậu mùa. |
| Maria Luisa                           |             | 17 tháng 4 năm 1787  | 22 tháng 11 năm 1789(2 tuổi) | Chết vì bệnh viêm màng phổi.                                                                                                |
| Con trai chưa có tên                  |             | 21 tháng 5 năm 1789  | 21 tháng 5 năm 1789          | Chết lưu thai. |
| Con gái chưa có tên                   |             | 21 tháng 5 năm 1789  | 21 tháng 5 năm 1789          | Sinh đôi với con trai trên, chết lưu thai.                                                                                  |

## Gia phả
| \| \| \| \| \| \| \| \| \| \| \| \| \| \| \| \| \| \| \| \| 16. Ferdinand III của Thánh chế La Mã (= 26) \| \| \| \| \| \| \| \| \| \| \| \| \| \| \| \| \| \| \| \| \| \| \| \| \| \| \| \| \| \| \| \| \| \| \| \| \| \| \| \| \| \| \| \| \| \| \| \| \| \| \| \| \| \| 8. Leopold I của Thánh chế La Mã \| \| \| \| \| \| \| \| \| \| \| \| \| \| \| \| \| \| \| \| \| \| \| \| \| \| \| \| \| \| \| \| \| \| \| \| \| \| \| \| \| \| \| \| \| \| \| \| \| \| \| \| \| \| 17. María Ana của Tây Ban Nha \| \| \| \| \| \| \| \| \| \| \| \| \| \| \| \| \| \| \| \| \| \| \| \| \| \| \| \| \| \| \| \| \| \| \| \| \| \| \| \| \| \| \| \| \| \| \| \| \| \| \| \| \| \| 4. Karl VI của Thánh chế La Mã \| \| \| \| \| \| \| \| \| \| \| \| \| \| \| \| \| \| \| \| \| \| \| \| \| \| \| \| \| \| \| \| \| \| \| \| \| \| \| \| \| \| \| \| \| \| \| \| \| \| \| \| \| \| 18. Philipp Wilhelm I xứ Pfalz \| \| \| \| \| \| \| \| \| \| \| \| \| \| \| \| \| \| \| \| \| \| \| \| \| \| \| \| \| \| \| \| \| \| \| \| \| \| \| \| \| \| \| \| \| \| \| \| \| \| \| \| \| \| 9. Eleonore Magdalene xứ Neuburg \| \| \| \| \| \| \| \| \| \| \| \| \| \| \| \| \| \| \| \| \| \| \| \| \| \| \| \| \| \| \| \| \| \| \| \| \| \| \| \| \| \| \| \| \| \| \| \| \| \| \| \| \| \| 19. Elisabeth Amalie xứ Hessen-Darmstadt \| \| \| \| \| \| \| \| \| \| \| \| \| \| \| \| \| \| \| \| \| \| \| \| \| \| \| \| \| \| \| \| \| \| \| \| \| \| \| \| \| \| \| \| \| \| \| \| \| \| \| \| \| \| 2. Maria Theresia của Áo \| \| \| \| \| \| \| \| \| \| \| \| \| \| \| \| \| \| \| \| \| \| \| \| \| \| \| \| \| \| \| \| \| \| \| \| \| \| \| \| \| \| \| \| \| \| \| \| \| \| \| \| \| \| 20. Anton Ulrich I xứ Braunschweig-Wolfenbüttel \| \| \| \| \| \| \| \| \| \| \| \| \| \| \| \| \| \| \| \| \| \| \| \| \| \| \| \| \| \| \| \| \| \| \| \| \| \| \| \| \| \| \| \| \| \| \| \| \| \| \| \| \| \| 10. Ludwig Rudolf I xứ Braunschweig-Wolfenbüttel \| \| \| \| \| \| \| \| \| \| \| \| \| \| \| \| \| \| \| \| \| \| \| \| \| \| \| \| \| \| \| \| \| \| \| \| \| \| \| \| \| \| \| \| \| \| \| \| \| \| \| \| \| \| 21. Elisabeth Juliane xứ Slesvig-Holsten-Sønderborg-Nordborg \| \| \| \| \| \| \| \| \| \| \| \| \| \| \| \| \| \| \| \| \| \| \| \| \| \| \| \| \| \| \| \| \| \| \| \| \| \| \| \| \| \| \| \| \| \| \| \| \| \| \| \| \| \| 5. Elisabeth Christine xứ Braunschweig-Wolfenbüttel \| \| \| \| \| \| \| \| \| \| \| \| \| \| \| \| \| \| \| \| \| \| \| \| \| \| \| \| \| \| \| \| \| \| \| \| \| \| \| \| \| \| \| \| \| \| \| \| \| \| \| \| \| \| 22. Albrecht Ernst I xứ Oettingen-Oettingen \| \| \| \| \| \| \| \| \| \| \| \| \| \| \| \| \| \| \| \| \| \| \| \| \| \| \| \| \| \| \| \| \| \| \| \| \| \| \| \| \| \| \| \| \| \| \| \| \| \| \| \| \| \| 11. Christine Luise xứ Oettingen-Oettingen \| \| \| \| \| \| \| \| \| \| \| \| \| \| \| \| \| \| \| \| \| \| \| \| \| \| \| \| \| \| \| \| \| \| \| \| \| \| \| \| \| \| \| \| \| \| \| \| \| \| \| \| \| \| 23. Christine Friederike xứ Württemberg \| \| \| \| \| \| \| \| \| \| \| \| \| \| \| \| \| \| \| \| \| \| \| \| \| \| \| \| \| \| \| \| \| \| \| \| \| \| \| \| \| \| \| \| \| \| \| \| \| \| \| \| \| \| 1. Maria Amalia của Áo \| \| \| \| \| \| \| \| \| \| \| \| \| \| \| \| \| \| \| \| \| \| \| \| \| \| \| \| \| \| \| \| \| \| \| \| \| \| \| \| \| \| \| \| \| \| \| \| \| \| \| \| \| \| 24. Nikolaus II xứ Lothringen \| \| \| \| \| \| \| \| \| \| \| \| \| \| \| \| \| \| \| \| \| \| \| \| \| \| \| \| \| \| \| \| \| \| \| \| \| \| \| \| \| \| \| \| \| \| \| \| \| \| \| \| \| \| 12. Karl V xứ Lothringen \| \| \| \| \| \| \| \| \| \| \| \| \| \| \| \| \| \| \| \| \| \| \| \| \| \| \| \| \| \| \| \| \| \| \| \| \| \| \| \| \| \| \| \| \| \| \| \| \| \| \| \| \| \| 25. Claude-Françoise xứ Lorraine \| \| \| \| \| \| \| \| \| \| \| \| \| \| \| \| \| \| \| \| \| \| \| \| \| \| \| \| \| \| \| \| \| \| \| \| \| \| \| \| \| \| \| \| \| \| \| \| \| \| \| \| \| \| 6. Leopold I xứ Lothringen \| \| \| \| \| \| \| \| \| \| \| \| \| \| \| \| \| \| \| \| \| \| \| \| \| \| \| \| \| \| \| \| \| \| \| \| \| \| \| \| \| \| \| \| \| \| \| \| \| \| \| \| \| \| 26. Ferdinand III của Thánh chế La Mã (= 16) \| \| \| \| \| \| \| \| \| \| \| \| \| \| \| \| \| \| \| \| \| \| \| \| \| \| \| \| \| \| \| \| \| \| \| \| \| \| \| \| \| \| \| \| \| \| \| \| \| \| \| \| \| \| 13. Eleonore Maria Josefa của Áo \| \| \| \| \| \| \| \| \| \| \| \| \| \| \| \| \| \| \| \| \| \| \| \| \| \| \| \| \| \| \| \| \| \| \| \| \| \| \| \| \| \| \| \| \| \| \| \| \| \| \| \| \| \| 27. Eleonora Gonzaga-Nevers \| \| \| \| \| \| \| \| \| \| \| \| \| \| \| \| \| \| \| \| \| \| \| \| \| \| \| \| \| \| \| \| \| \| \| \| \| \| \| \| \| \| \| \| \| \| \| \| \| \| \| \| \| \| 3. Franz I của Thánh chế La Mã \| \| \| \| \| \| \| \| \| \| \| \| \| \| \| \| \| \| \| \| \| \| \| \| \| \| \| \| \| \| \| \| \| \| \| \| \| \| \| \| \| \| \| \| \| \| \| \| \| \| \| \| \| \| 28. Louis XIII của Pháp \| \| \| \| \| \| \| \| \| \| \| \| \| \| \| \| \| \| \| \| \| \| \| \| \| \| \| \| \| \| \| \| \| \| \| \| \| \| \| \| \| \| \| \| \| \| \| \| \| \| \| \| \| \| 14. Philippe của Pháp \| \| \| \| \| \| \| \| \| \| \| \| \| \| \| \| \| \| \| \| \| \| \| \| \| \| \| \| \| \| \| \| \| \| \| \| \| \| \| \| \| \| \| \| \| \| \| \| \| \| \| \| \| \| 29. Ana của Tây Ban Nha \| \| \| \| \| \| \| \| \| \| \| \| \| \| \| \| \| \| \| \| \| \| \| \| \| \| \| \| \| \| \| \| \| \| \| \| \| \| \| \| \| \| \| \| \| \| \| \| \| \| \| \| \| \| 7. Élisabeth Charlotte của Orléans \| \| \| \| \| \| \| \| \| \| \| \| \| \| \| \| \| \| \| \| \| \| \| \| \| \| \| \| \| \| \| \| \| \| \| \| \| \| \| \| \| \| \| \| \| \| \| \| \| \| \| \| \| \| 30. Karl I Ludwig xứ Pfalz \| \| \| \| \| \| \| \| \| \| \| \| \| \| \| \| \| \| \| \| \| \| \| \| \| \| \| \| \| \| \| \| \| \| \| \| \| \| \| \| \| \| \| \| \| \| \| \| \| \| \| \| \| \| 15. Liselotte xứ Pfalz \| \| \| \| \| \| \| \| \| \| \| \| \| \| \| \| \| \| \| \| \| \| \| \| \| \| \| \| \| \| \| \| \| \| \| \| \| \| \| \| \| \| \| \| \| \| \| \| \| \| \| \| \| \| 31. Charlotte xứ Hessen-Kassel \| \| \| \| \| \| \| \| \| \| \| \| \| \| \| \| \| \| \| \| \| \| \| \| \| \| \| \| \| \| \| \| \| \| \| \| \| \| \| \| \| \| \| \| \| \| \| \| \| \| \| \| |                                                              |  |  |  |  |  |  |  |  |  |  |  |  |  |  |  |
| |                                                              |  |  |  |  |  |  |  |  |  |  |  |  |  |  |  |
| | 16. Ferdinand III của Thánh chế La Mã (= 26)                 |  |  |  |  |  |  |  |  |  |  |  |  |  |  |  |
| |                                                              |  |  |  |  |  |  |  |  |  |  |  |  |  |  |  |
| |                                                              |  |  |  |  |  |  |  |  |  |  |  |  |  |  |  |
| | 8. Leopold I của Thánh chế La Mã                             |  |  |  |  |  |  |  |  |  |  |  |  |  |  |  |
| |                                                              |  |  |  |  |  |  |  |  |  |  |  |  |  |  |  |
| |                                                              |  |  |  |  |  |  |  |  |  |  |  |  |  |  |  |
| | 17. María Ana của Tây Ban Nha                                |  |  |  |  |  |  |  |  |  |  |  |  |  |  |  |
| |                                                              |  |  |  |  |  |  |  |  |  |  |  |  |  |  |  |
| |                                                              |  |  |  |  |  |  |  |  |  |  |  |  |  |  |  |
| | 4. Karl VI của Thánh chế La Mã                               |  |  |  |  |  |  |  |  |  |  |  |  |  |  |  |
| |                                                              |  |  |  |  |  |  |  |  |  |  |  |  |  |  |  |
| |                                                              |  |  |  |  |  |  |  |  |  |  |  |  |  |  |  |
| | 18. Philipp Wilhelm I xứ Pfalz                               |  |  |  |  |  |  |  |  |  |  |  |  |  |  |  |
| |                                                              |  |  |  |  |  |  |  |  |  |  |  |  |  |  |  |
| |                                                              |  |  |  |  |  |  |  |  |  |  |  |  |  |  |  |
| | 9. Eleonore Magdalene xứ Neuburg                             |  |  |  |  |  |  |  |  |  |  |  |  |  |  |  |
| |                                                              |  |  |  |  |  |  |  |  |  |  |  |  |  |  |  |
| |                                                              |  |  |  |  |  |  |  |  |  |  |  |  |  |  |  |
| | 19. Elisabeth Amalie xứ Hessen-Darmstadt                     |  |  |  |  |  |  |  |  |  |  |  |  |  |  |  |
| |                                                              |  |  |  |  |  |  |  |  |  |  |  |  |  |  |  |
| |                                                              |  |  |  |  |  |  |  |  |  |  |  |  |  |  |  |
| | 2. Maria Theresia của Áo                                     |  |  |  |  |  |  |  |  |  |  |  |  |  |  |  |
| |                                                              |  |  |  |  |  |  |  |  |  |  |  |  |  |  |  |
| |                                                              |  |  |  |  |  |  |  |  |  |  |  |  |  |  |  |
| | 20. Anton Ulrich I xứ Braunschweig-Wolfenbüttel              |  |  |  |  |  |  |  |  |  |  |  |  |  |  |  |
| |                                                              |  |  |  |  |  |  |  |  |  |  |  |  |  |  |  |
| |                                                              |  |  |  |  |  |  |  |  |  |  |  |  |  |  |  |
| | 10. Ludwig Rudolf I xứ Braunschweig-Wolfenbüttel             |  |  |  |  |  |  |  |  |  |  |  |  |  |  |  |
| |                                                              |  |  |  |  |  |  |  |  |  |  |  |  |  |  |  |
| |                                                              |  |  |  |  |  |  |  |  |  |  |  |  |  |  |  |
| | 21. Elisabeth Juliane xứ Slesvig-Holsten-Sønderborg-Nordborg |  |  |  |  |  |  |  |  |  |  |  |  |  |  |  |
| |                                                              |  |  |  |  |  |  |  |  |  |  |  |  |  |  |  |
| |                                                              |  |  |  |  |  |  |  |  |  |  |  |  |  |  |  |
| | 5. Elisabeth Christine xứ Braunschweig-Wolfenbüttel          |  |  |  |  |  |  |  |  |  |  |  |  |  |  |  |
| |                                                              |  |  |  |  |  |  |  |  |  |  |  |  |  |  |  |
| |                                                              |  |  |  |  |  |  |  |  |  |  |  |  |  |  |  |
| | 22. Albrecht Ernst I xứ Oettingen-Oettingen                  |  |  |  |  |  |  |  |  |  |  |  |  |  |  |  |
| |                                                              |  |  |  |  |  |  |  |  |  |  |  |  |  |  |  |
| |                                                              |  |  |  |  |  |  |  |  |  |  |  |  |  |  |  |
| | 11. Christine Luise xứ Oettingen-Oettingen                   |  |  |  |  |  |  |  |  |  |  |  |  |  |  |  |
| |                                                              |  |  |  |  |  |  |  |  |  |  |  |  |  |  |  |
| |                                                              |  |  |  |  |  |  |  |  |  |  |  |  |  |  |  |
| | 23. Christine Friederike xứ Württemberg                      |  |  |  |  |  |  |  |  |  |  |  |  |  |  |  |
| |                                                              |  |  |  |  |  |  |  |  |  |  |  |  |  |  |  |
| |                                                              |  |  |  |  |  |  |  |  |  |  |  |  |  |  |  |
| | 1. Maria Amalia của Áo                                       |  |  |  |  |  |  |  |  |  |  |  |  |  |  |  |
| |                                                              |  |  |  |  |  |  |  |  |  |  |  |  |  |  |  |
| |                                                              |  |  |  |  |  |  |  |  |  |  |  |  |  |  |  |
| | 24. Nikolaus II xứ Lothringen                                |  |  |  |  |  |  |  |  |  |  |  |  |  |  |  |
| |                                                              |  |  |  |  |  |  |  |  |  |  |  |  |  |  |  |
| |                                                              |  |  |  |  |  |  |  |  |  |  |  |  |  |  |  |
| | 12. Karl V xứ Lothringen                                     |  |  |  |  |  |  |  |  |  |  |  |  |  |  |  |
| |                                                              |  |  |  |  |  |  |  |  |  |  |  |  |  |  |  |
| |                                                              |  |  |  |  |  |  |  |  |  |  |  |  |  |  |  |
| | 25. Claude-Françoise xứ Lorraine                             |  |  |  |  |  |  |  |  |  |  |  |  |  |  |  |
| |                                                              |  |  |  |  |  |  |  |  |  |  |  |  |  |  |  |
| |                                                              |  |  |  |  |  |  |  |  |  |  |  |  |  |  |  |
| | 6. Leopold I xứ Lothringen                                   |  |  |  |  |  |  |  |  |  |  |  |  |  |  |  |
| |                                                              |  |  |  |  |  |  |  |  |  |  |  |  |  |  |  |
| |                                                              |  |  |  |  |  |  |  |  |  |  |  |  |  |  |  |
| | 26. Ferdinand III của Thánh chế La Mã (= 16)                 |  |  |  |  |  |  |  |  |  |  |  |  |  |  |  |
| |                                                              |  |  |  |  |  |  |  |  |  |  |  |  |  |  |  |
| |                                                              |  |  |  |  |  |  |  |  |  |  |  |  |  |  |  |
| | 13. Eleonore Maria Josefa của Áo                             |  |  |  |  |  |  |  |  |  |  |  |  |  |  |  |
| |                                                              |  |  |  |  |  |  |  |  |  |  |  |  |  |  |  |
| |                                                              |  |  |  |  |  |  |  |  |  |  |  |  |  |  |  |
| | 27. Eleonora Gonzaga-Nevers                                  |  |  |  |  |  |  |  |  |  |  |  |  |  |  |  |
| |                                                              |  |  |  |  |  |  |  |  |  |  |  |  |  |  |  |
| |                                                              |  |  |  |  |  |  |  |  |  |  |  |  |  |  |  |
| | 3. Franz I của Thánh chế La Mã                               |  |  |  |  |  |  |  |  |  |  |  |  |  |  |  |
| |                                                              |  |  |  |  |  |  |  |  |  |  |  |  |  |  |  |
| |                                                              |  |  |  |  |  |  |  |  |  |  |  |  |  |  |  |
| | 28. Louis XIII của Pháp                                      |  |  |  |  |  |  |  |  |  |  |  |  |  |  |  |
| |                                                              |  |  |  |  |  |  |  |  |  |  |  |  |  |  |  |
| |                                                              |  |  |  |  |  |  |  |  |  |  |  |  |  |  |  |
| | 14. Philippe của Pháp                                        |  |  |  |  |  |  |  |  |  |  |  |  |  |  |  |
| |                                                              |  |  |  |  |  |  |  |  |  |  |  |  |  |  |  |
| |                                                              |  |  |  |  |  |  |  |  |  |  |  |  |  |  |  |
| | 29. Ana của Tây Ban Nha                                      |  |  |  |  |  |  |  |  |  |  |  |  |  |  |  |
| |                                                              |  |  |  |  |  |  |  |  |  |  |  |  |  |  |  |
| |                                                              |  |  |  |  |  |  |  |  |  |  |  |  |  |  |  |
| | 7. Élisabeth Charlotte của Orléans                           |  |  |  |  |  |  |  |  |  |  |  |  |  |  |  |
| |                                                              |  |  |  |  |  |  |  |  |  |  |  |  |  |  |  |
| |                                                              |  |  |  |  |  |  |  |  |  |  |  |  |  |  |  |
| | 30. Karl I Ludwig xứ Pfalz                                   |  |  |  |  |  |  |  |  |  |  |  |  |  |  |  |
| |                                                              |  |  |  |  |  |  |  |  |  |  |  |  |  |  |  |
| |                                                              |  |  |  |  |  |  |  |  |  |  |  |  |  |  |  |
| | 15. Liselotte xứ Pfalz                                       |  |  |  |  |  |  |  |  |  |  |  |  |  |  |  |
| |                                                              |  |  |  |  |  |  |  |  |  |  |  |  |  |  |  |
| |                                                              |  |  |  |  |  |  |  |  |  |  |  |  |  |  |  |
| | 31. Charlotte xứ Hessen-Kassel                               |  |  |  |  |  |  |  |  |  |  |  |  |  |  |  |
| |                                                              |  |  |  |  |  |  |  |  |  |  |  |  |  |  |  |
| |                                                              |  |  |  |  |  |  |  |  |  |  |  |  |  |  |  |